# 東京レインボープライド
東京レインボープライド（とうきょうレインボープライド、Tokyo Rainbow Pride）は、「LGBTQ+、いわゆる性的少数者が、差別や偏見にさらされず、前向きに生活できる社会の実現」を目指した団体、およびイベントの総称。2012年より毎年4月または5月に、東京都渋谷区代々木公園周辺で開催される。プライド・パレードも行われる（2020年、2021年は新型コロナウイルス感染拡大のため、オンラインのみでの開催）。略称は、TRP。
「東京レズビアン・ゲイ・パレード」「東京レズビアン&ゲイパレード」「東京プライドパレード」などを前身とする。

## 前史
日本初のプライド・パレードである「第1回レズビアン・ゲイ・パレード」は1994年8月28日に開催された。1996年に3回目のパレードが開催されたが、トラブルから東京の大きなパレードは中断する。
2000年8月、「東京レズビアン&ゲイパレード2000」として東京のパレードが復活するが、2003年に中断する。
2005年、毎年安定してパレードを開催するための運営母体として「東京プライド」という任意団体が設立されて2007年まで開催されるが、2008年に再び中止。その後に復活し2010年8月に「東京プライドパレード2010」が開催された。2011年は同年3月11日発生の東日本大震災（東北地方太平洋沖地震）の影響などにより中止された。

## 沿革

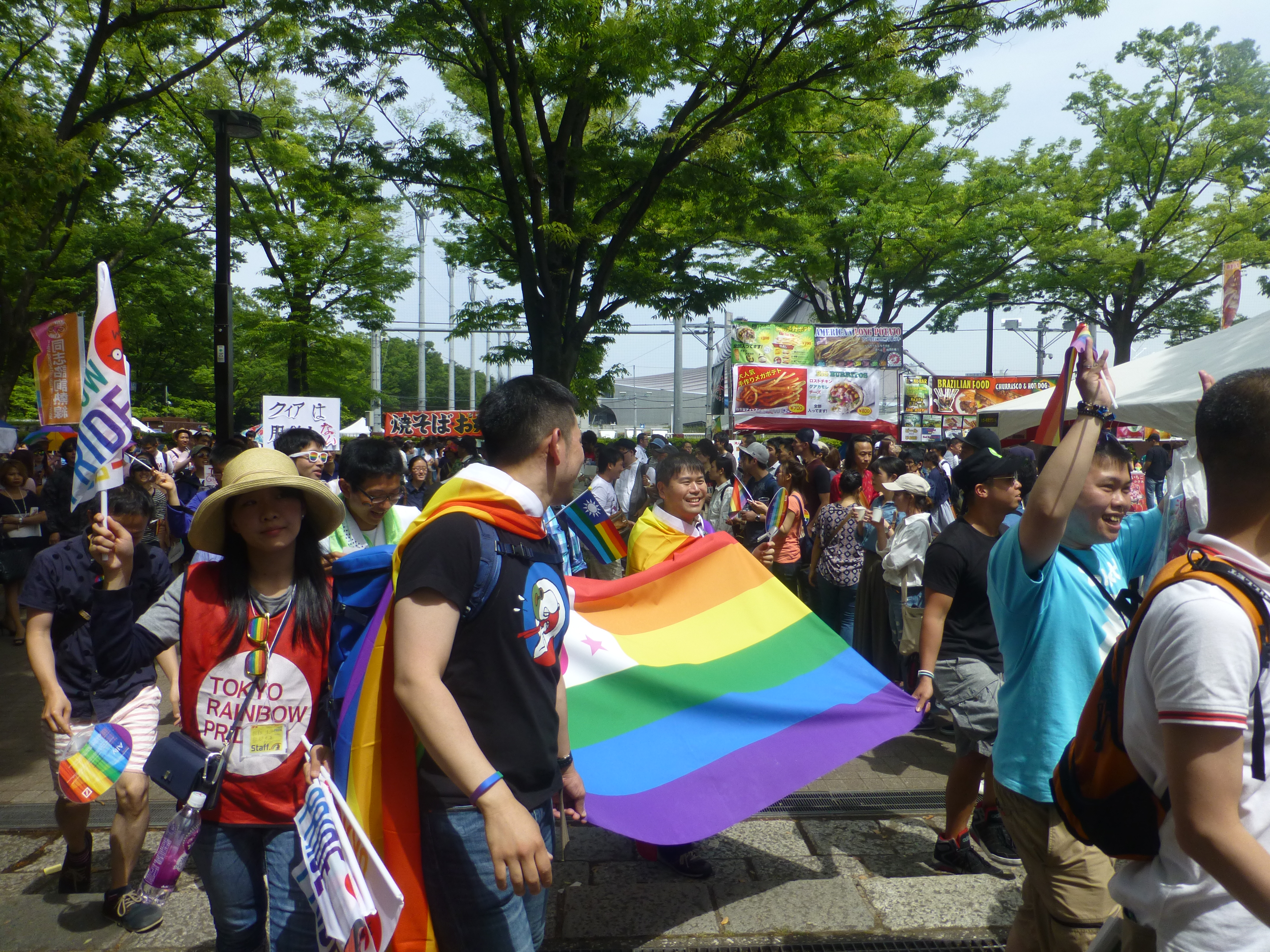
2016年

2011年5月、新たなパレードの運営母体「東京レインボープライド」が、「東京プライド」から分かれて新たに設立される。
東京レインボープライドは翌2012年から毎年、団体名を冠したパレードを継続して開催している。
2013年からはパレードに合わせ、その前後に「レインボーウィーク」を実施するようになった。
2015年6月26日にNPO法人の認証を受ける。
2017年、参加者10万人を突破。
2019年、参加者20万人を記録。
2024年の東京レインボープライドでは協賛する企業・団体が300を超えた。

## 各年の実施

### 2010年代

#### 2012年
- 開催日：2012年4月29日
- 参加者：4,500人（パレード 1,500人）
- フロート車：7
- 実行委員長：葛城佳世ほか２名
- 司会：松坂牛子
- 内容

パレードの先頭は上川あや（世田谷区議会議員）、石坂わたる（中野区議会議員）、石川大我（豊島区議会議員）らが務めた。

#### 2013年
- 開催日：2013年4月28日

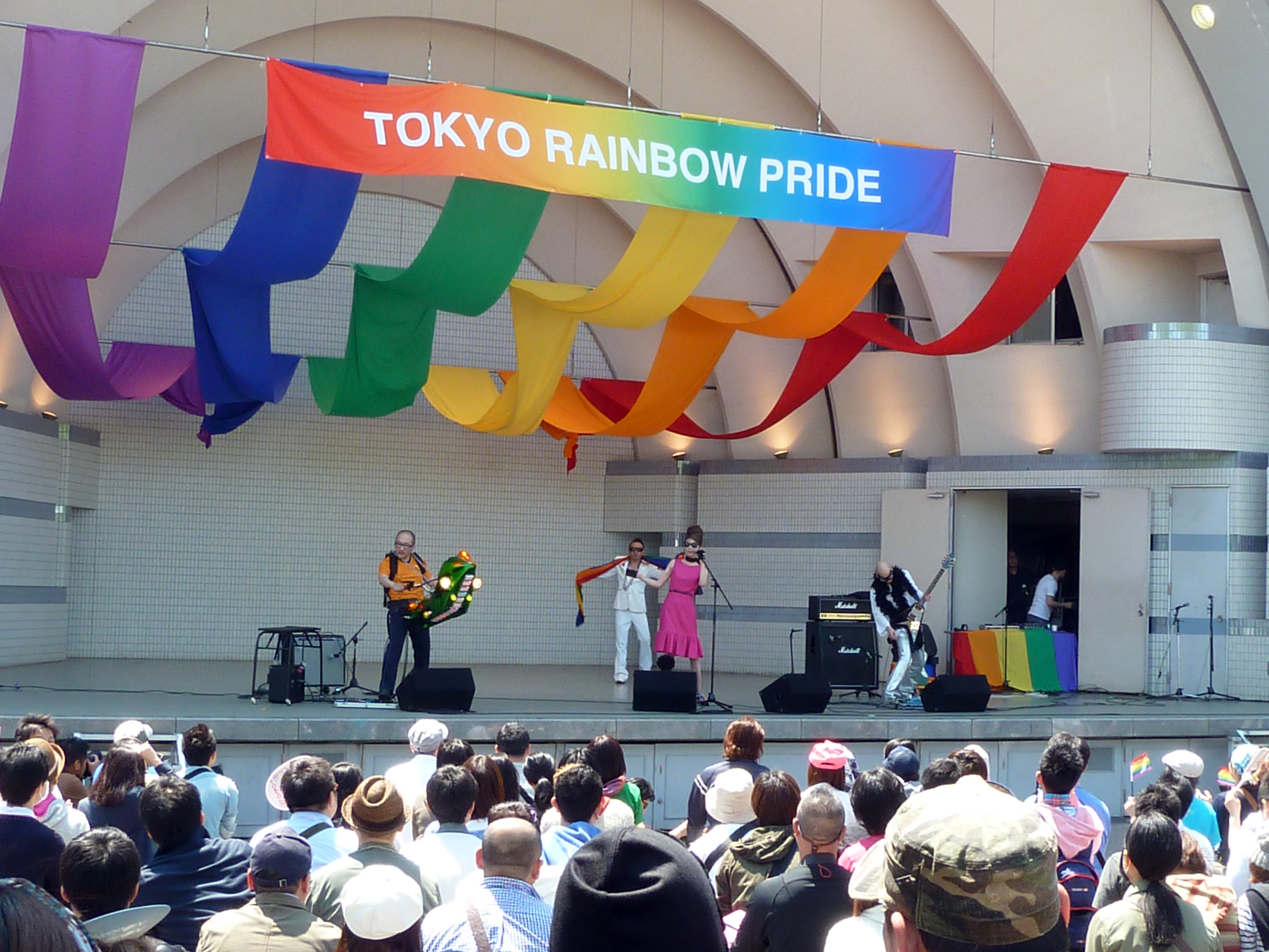
2013年

- 参加者：12,000人（パレード 2,100人）
- フロート車：9
- 内容

4月27日から5月6日にかけて、東京レインボープライドを含めた7団体の主催によるレインボーウィークが開催。東京国際レズビアン＆ゲイ映画祭や作家の石田衣良らを迎えた公開授業などのイベントが行われた。
野宮真貴&BIBA、中村中らが特別出演した。

#### 2014年
- 開催日：2014年4月27日
- 参加者：15,000人（パレード 3,000人）[13][14]
- フロート車：15
- 内容

4月26日から5月6日にかけて行われたレインボーウィークでは、安倍昭恵首相夫人らがパレードに参加した。
アメリカ合衆国、イギリスやオランダなどの各国大使館、日本IBM、東京インターバンク・フォーラム、Google、マイクロソフト、フィリップス、ギャップなどの大手企業がブースを出展したことが注目を浴びた。
司会の一部を東小雪が務め、夏木マリが特別出演した。

#### 2015年
- 開催日：2015年4月25日、26日
- 参加者：60,000人（パレード 3,000人）[16]
- フロート車：12
- 内容

4月25日から5月6日にかけてレインボーウィークが行われた。イベントには渋谷区長の桑原敏武やミュージシャンの清貴も出席したほか、同性カップルによる結婚式も行われた。
清水ミチコ、IMALUが特別出演した。

#### 2016年
- 開催日：2016年5月7日・8日

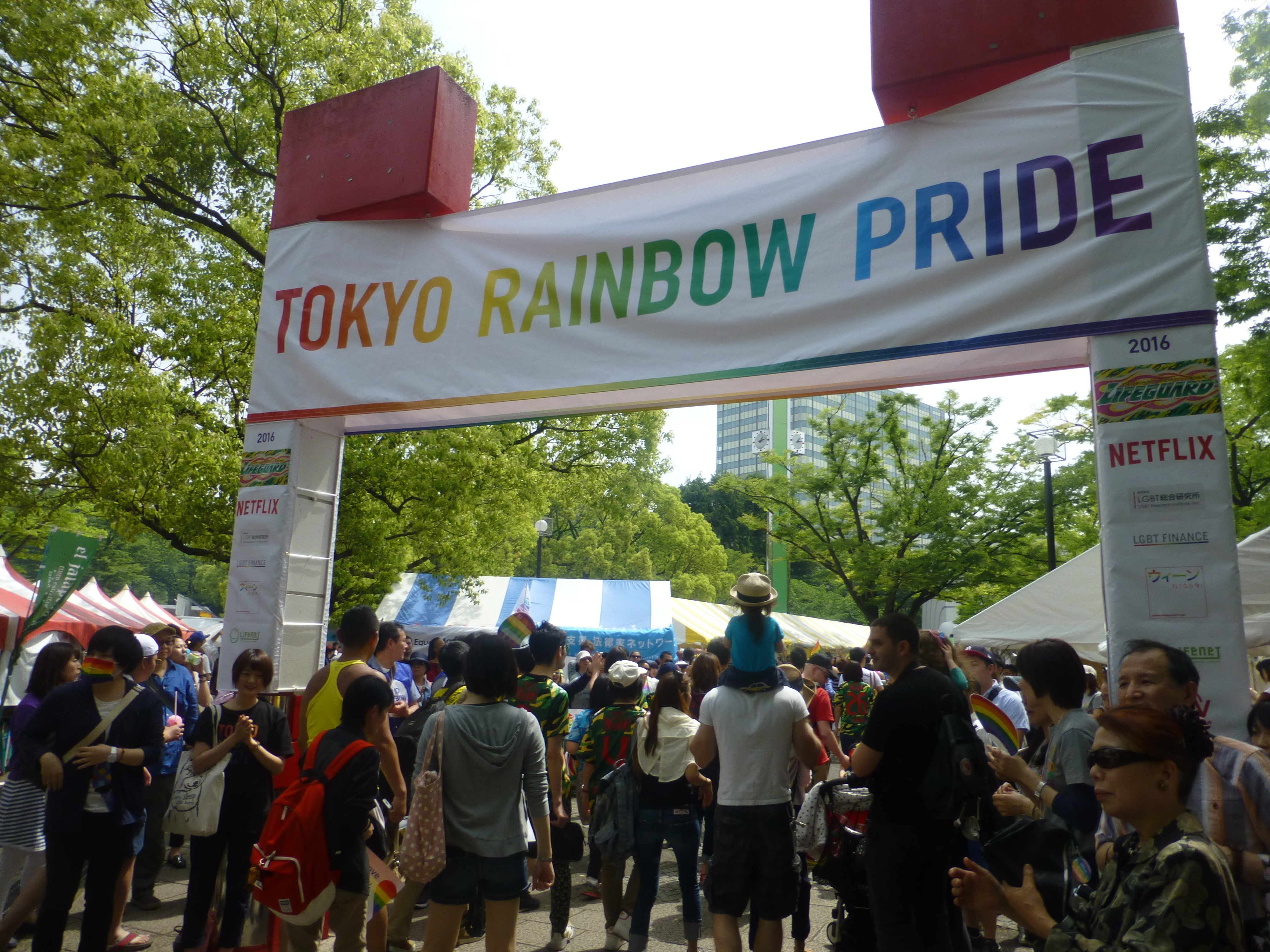
東京レインボープライド2016
(2016年5月8日)

- 参加者：70,500人（パレード 4,500人）
- フロート車：18

- テーマ「BEYOND THE RAINBOW」

- 内容：

4月29日から5月8日にかけてレインボーウィークが行われた。キャロライン・ケネディ駐日米国大使、アン・バリントン駐日アイルランド大使、ティム・ヒッチンズ駐日英国大使らがパレード帰着後のステージでスピーチをした。
Charaが特別出演した。

#### 2017年
- 開催日：2017年5月6日、7日
- 参加者：105,000人（パレード 5,000人）[20]
- フロート車：23

- テーマ「CHANGE ー未来は変えられるー」

- 内容

4月29日から5月7日にかけてレインボーウィークが行われた。阿部知代が司会の一部を務めた。
中島美嘉が特別出演した。

#### 2018年
- 開催日：2018年5月5日、6日
- 参加者：140,000人（パレード 7,000人）
- フロート車：37

- テーマ「LOVE & EQUALITY 〜すべての愛に平等を。」

- 内容

4月28日から5月6日にかけてレインボーウィークが行われた。前年同様、阿部知代が司会の一部を務めた。公式前夜祭「PARTY OF LIFE」には大黒摩季らが出演した。
浜崎あゆみが特別出演し、自身初のフリーライブを行った。

#### 2019年
- 開催日：2019年4月28日、29日
- 参加者：204,000人（パレード 10,915人）
- フロート車：52

- テーマ「I HAVE PRIDE　あるがままを誇ろう。」

- 内容

4月27日から5月6日にかけてレインボーウィークが行われた。前年同様、阿部知代が司会の一部を務めた。
ニューヨークで勃発したストーンウォールの反乱から50年。プライドが日本で1994年に開催されてから25年という記念の年となる。
ソニーPlayStationが『ゴールドスポンサー』として協賛したことで注目を浴びた。

### 2020年代

#### 2020年
- 開催日
  - オンライン トークLive：2020年4月25日、26日
  - オンライン プライドウィーク：2020年4月25日-5月6日

- テーマ「Your Happiness is My Happiness」

- 内容

新型コロナウイルス感染症（COVID-19）の感染拡大による緊急事態宣言発令中のため、初めてオンラインのみでの開催となった。

#### 2021年
- 開催日
  - プライドパレード＆プライドフェスティバル（オンライン）：2021年4月24日、25日
  - プライドウィーク（オンライン）：2021年4月24日-5月5日

- テーマ「声をあげる。世界を変える。Our Voices, Our Rights. 」

- 内容

前年同様、新型コロナウイルス感染症（COVID-19）の感染拡大による緊急事態宣言発令中のため、オンラインのみでの開催となった。

#### 2022年
- 開催日
  - プライドパレード＆プライドフェスティバル（会場）2022年4月22日-24日
    - フロート車：8

  - プライドカンファレンス：6月3日（オフライン）
  - プライドトークライブ：6月25日、26日（オンライン）
- 参加者数
  - プライドフェスティバルのべ動員数：66,949人
    - 4月22日：5,012人
    - 4月23日：28,543人
    - 4月24日：33,394人

  - プライドパレード：2,000人
  - プライドトークライブ
    - プライドトークライブ 両日：総視聴者数 1,431,688人
    - プライドトークライブ 6月25日：総視聴者数　695,379人
    - プライドトークライブ 6月26日：総視聴者数　736,309人
    - (※TwitterとYouTubeの視聴数の合計)

- テーマ「繋がる、見える、変わる　Change the Future Together」

3年ぶりに代々木公園イベント広場での開催となった。
4月23日、『プラチナスポンサー』として協賛していた大手外資系保険会社アクサグループのブース前で、ゲイ男性がプラカードを持ち、「アクサグループ傘下のアクサ損害保険で自動車保険を更新する際、保険料金が安くなる配偶者限定特約の制度が、同性パートナーに認められなかったことにショックを受けた」「LGBTQに対する取り組みが十分とは言えない企業が、お金を出すだけで大きなスポンサーになれてしまうことには疑問」という内容の抗議文を読み上げた。TRP実行委員会は警察へ連絡したが、警察官は「男性の抗議行動に問題はない」とした。ハフポスト日本版が4月24日報じた。。TRP実行委員会は4月27日に見解を発表し、「テロ対策のため、スタッフには何か不安なことがあった場合はすぐ警察に連絡するよう事前周知していたこともあいまって、警察へと連絡した」などと説明。男性は、TRP実行委員会が警察を呼び対応した経緯について「『スポンサーへの妨害行為』として通報された」とハフポスト日本版に語った一方で、TRP実行委員会は「抗議活動自体を『妨害行為』として通報した」という意図は否定し、男性が出展者用リストバンドを付けていたことを根拠に「出展者同士のトラブルと認識しており、出展中のトラブルについては主催側が独断で判断、対処はできないため、参加者からの依頼を受けて参加者の安全を第一に考慮し万一に備え警察へ連絡した」と説明。5月17日時点でTRP実行委員会が「本人とやりとり中」となっている。なお、アクサ損害保険は男性からの抗議の後、2022年中に同性パートナーも配偶者として認める方針を男性とハフポスト日本版に明かした。

#### 2023年
- 開催日

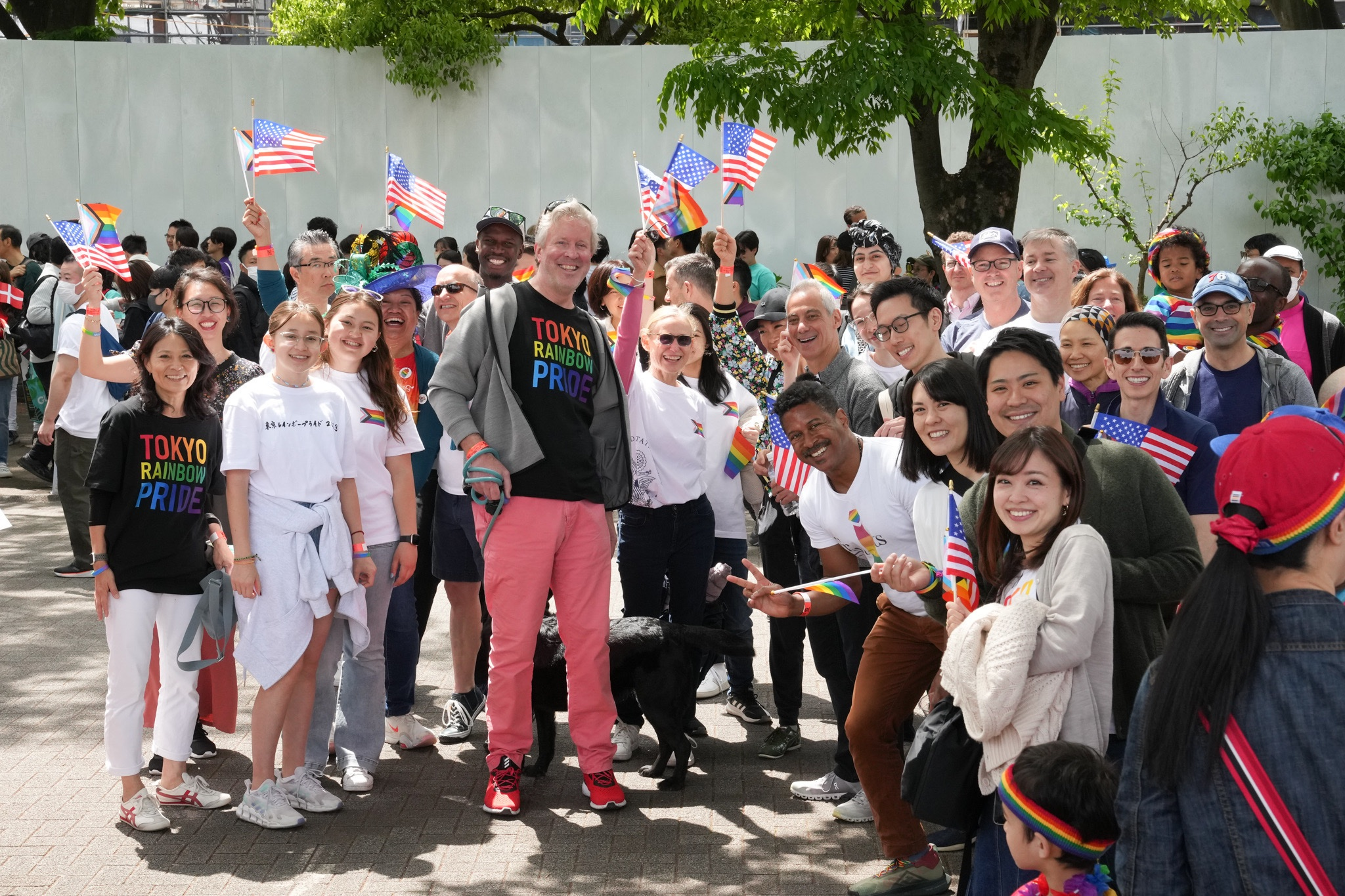
東京レインボープライド2023
（2023年4月23日）

  - プライドフェスティバル：4月22日・4月23日
  - プライドパレード：4月23日
  - プライドイベント：4月22日 - 5月7日
  - プライドカンファレンス：11月9日

- テーマ「変わるまで、続ける　Press on till Japan changes.」

#### 2024年
- 開催日
  - プライドフェスティバル：4月19日 - 4月21日
  - プライドパレード：4月21日

- テーマ「変わるまで、あきらめない。」(英：Don't give up, change Japan)

- 内容

パレードでは南定四郎が先頭に立って参加した。